# Янов, Данила Андреевич
Данила Андреевич Я́нов (род. 27 января 2000, Пенза) — российский футболист, полузащитник клуба «Чайка».

## Биография
Воспитанник московского «Строгино». На взрослом уровне начал играть в возрасте 16 лет.
В январе 2018 года перешел в ЦСКА, но за основной состав не сыграл ни разу.
Зимой 2020 года подписал контракт с латвийской «Ригой». В местной Высшей лиге дебютировал 3 августа 2021 года в игре против «Лиепаи» (4:1), а первый гол забил 3 апреля 2021 года в матче чемпионата против юрмальского «Спартака». Три раза уезжал в аренды — в кипрский «Пафос» и российские «Олимп-Долгопрудный» и «Форте».
В 2022 году перешёл в подмосковные «Химки», откуда также многократно отправлялся в аренду — в тульский «Арсенал», «СКА-Хабаровск» и «Муром».
В 2024 году подписал контракт с «Чайкой» из Песчанокопска, выступающей в Первой лиге.

## Карьера в сборной
С 2015 по 2018 год выступал за различные юношеские сборные страны.